# گائوک

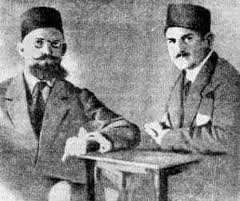
نمایندگان اعزامی میرزا به مسکو از راست:میرصالح مظفرزاده و گائوک آلمانی

گائوک (با نام مستعار هوشنگ) که به اشتباه تصور می‌رفت یکی از اسرای جنگی آلمانی بوده باشد که در واپسین مرحله جنگ جهانی اول به جنگلیان کمک می‌کردند، یک چهره سؤال‌برانگیز است. هویت وی، دلایلش برای پیوستن به جنگلیان و شیفتگی کامل وی نسبت به کوچک خان، هنوز در پرده اسرار باقی‌مانده‌است. تاریخ‌نگاران شوروی به شکل توجیه ناپذیری در مورد گائوک سکوت اختیار کرده‌اند. تنها منبع ایرانی که اطلاعاتی دربارهٔ او داده، یقیکیان است، که می‌گوید وی یک آلمانی از اتباع روسیه بود که چند سال در ژنرال کنسولگری امپراتوری روسیه در تهران شغل رایزنی داشت. مطابق یک یادداشت انگلیسی‌ها، گائوک مسئول بایگانی سفارت بود و با یک زن یهودی زندگی می‌کرد. وی در ایام جنگ بر اثر ارتکاب به عملیات غیرقانونی (در دادن جواز واردات) از شغلش معزول، دستگیر و برای محاکمه به بادکوبه فرستاده می‌شود. بر اثر انقلاب اکتبر ۱۹۱۷ وی به اتفاق زندانیان دیگر از زندان آزاد شد و به ایران مراجعت نمود و مدتی به تبلیغات بر ضد انگلیسی‌ها و به نفع عثمانی‌ها و آلمانی‌ها مشغول بود، ولی از طرف نظامیان انگلیسی توقیف و به هندوستان فرستاده شد و چون روسی بود، بدین جهت انگلیسی‌ها او را به ادسا فرستادند و به مقامات شوروی تحویل دادند. در روسیه گائوک خود را به حزب اشتراکی نزدیک نمود و توانست دوباره وسایل آمدن خود به ایران را فراهم سازد. در روز ورود لشکریان سرخ به ایران (۲۰ ثور (اردیبهشت) ۱۲۹۹) گائوک نیز، به عنوان مترجم با رؤسای سرخ وارد ایران شده و در رشت به عضویت کمیته مرکزی انقلابی دولت شوروی ایران انتخاب می‌شود. اما ممکن است زودتر وارد شده باشد، چنان‌که یک گزارش انگلیسی‌ها از دستگیری زنی به نام نیومن (یا نویمن) در مه ۱۹۱۸ (اردیبهشت ۱۲۹۷) در انزلی خبر می‌داد که گفته می‌شد با گائوک در تماس بود. فقط سفارت فرانسه در تهران این هویت را برای گائوک تأیید کرده‌است. موقعی که میرزا کوچک خان و [یاران] همدستانش از رشت خارج شده و در جنگلهای فومنات موضع گرفتند، گائوک از روس‌ها جدا و با میرزا کوچک خان متحد شد. وی که مترجم رسمی شده بود، مضمون سوسیالیستی نطقهای نمایندگان شوروی را در ترجمه‌های خود تبدیل به عقاید اتحاد اسلامی می‌نمود. وقتی که چندین بار گائوک مضمون نطقهای روس‌ها را غلط ترجمه می‌کند، روزی از میرزا کوچک خان می‌پرسند: «آیا می‌دانید که گائوک نطقهای روس‌ها را صحیح ترجمه نمی‌کند؟»
میرزا در جواب می‌گوید:
«شاید گائوک مترجم بدی باشد ولی عجالتآً وجود او لازم است و باید در این سمت بماند، زیرا هم رفقای من و روس‌ها به او اطمینان کامل داریم. او یگانه شخصی است که می‌تواند اتحاد جنگل با روس‌ها را نگه دارد».

یکی از پیشوایان روسی، گوسف، رئیس چکا، دربارهٔ گائوک گفته بود: 
«می‌دانم که گائوک نطقهای رفقا را غلط ترجمه می‌کند، ولی عجالتآً وجود او برای پیشرفت کار در ایران لازم است. همین که دیدم وجود او زیان‌آور است وی را به روسیه عودت می‌دهم».
بنا به گزارش‌ها، هوشنگ چنان «مجذوب شخصیت کوچک خان شد» که از بازگشت به روسیه خودداری کرد و در شمار یکی از محارم رهبر جنگلی درآمد. کوچک خان او و میر صالح مظفرزاده را در اوت ۱۹۲۰ (مرداد ۱۲۹۹) به مسکو فرستاد تا با لنین دربارهٔ اختلاف با رهبران حزب کمونیست ایران مذاکره کند. در آن هنگام گائوک شرح مذاکرات را هر روز یادداشت می‌کرد. وی از همراهی با کوچک خان دست نکشید و در جنگل ماند؛ و خود، همسر و دخترش مسلمان شدند. وی تا واپسین لحظات در کنار کوچک خان ماند و همراه او بر اثر سرما یخ زد و جان سپرد. وی پس از انتخاب خود به عضویت شورای جمهوری انقلابی ایران، اسم خود را به هوشنگ تغییر داد. گائوک هر دو اسم را به کار می‌برد و گاهی خود را گائوک، گاهی هوشنگ و گاهی نیز گائوک ـ هوشنگ معرفی می‌کرد.

## پیوندهای وابسته
- میرصالح مظفرزاده
- میرزا کوچک خان جنگلی
- دکتر حشمت
- گیلوان